# Fidiobia polita
Fidiobia polita är en stekelart som beskrevs av Peter Neerup Buhl 1998. Fidiobia polita ingår i släktet Fidiobia och familjen gallmyggesteklar. Arten är reproducerande i Sverige. Inga underarter finns listade i Catalogue of Life.